# Родъръм
Вижте пояснителната страница за други значения на Родъръм.
Родъръм (на английски: Rotherham, звуков файл и буквени символи за произношение , по правилата за транскрипции след 1995 г. правилният правопис е Родърам) е град в северна Англия, административен и стопански център на едноименната община в графство Южен Йоркшър. Разположен е на река Дон, на 10 km североизточно от центъра на Шефилд. Населението му е около 117 хил. души през 2001 г.

## Личности
Родени
- Доналд Бейли (1901 – 1985), инженер
- Дейвид Медяник (р. 1956), поет и писател

## Други
В Родъръм е сформирана електроклаш групата Client.

## Побратимени градове
- Кайзерслаутерн, Германия